# Лука Нейчов
Вълко (Лука) Нейчов или Нейчев е български общественик и просветен деец от Възраждането и след Освобождението.

## Биография
Роден е в панагюрското село Поибрене, тогава в Османската империя, в семейството на богат джелепин. Отначало за кратко учи при Сава Филаретов в София, после продължава и завършва пловдивското класно училище „Св. св. Кирил и Методий“ при Йоаким Груев. През 1863 – 1868 учи в Париж, където завършва право. След завръщането си Нейчов учителства в Русе, но скоро се въвлича в различни дребни обществени скандали, води съдебен процес и е принуден да напусне града. С препоръка от Тодор Пеев е назначен за учител във Велес, където преподава през учебната 1870/71 година, но се конфронтира с велешани и е принуден да потърси работа като учител на друго място. Овакантено място в Битоля му предоставя тази възможност и Нейчов е назначен за учител в града. Между 1871 и 1872 година е главен учител в българското училище в Битоля, но учителстването му също не е спокойно. На два пъти се спречква с представители на властта. Това му създава репутацията на кавгаджия и на човек с дръзко поведение. Без да се съветва с общинарите, той харчи доста пари при обзавеждането на училището - купува нови чинове, прави ремонт на сградата и други. Влиза в съдебни спорове с общината, които губи в съда. Заминава от Битоля и се установява се в Цариград, където помага на Никола Генович при редактирането на вестник „Турция“.
След Освобождението е съдия в Източна Румелия, депутат е в Областното народно събрание и живее в Пловдив. След Съединението през 1885 г. Нейчов става депутат в Народното събрание и е на парламентарния си пост чак до кончината си през 1912 г.